# Chaumoux-Marcilly
Chaumoux-Marcilly är en kommun i departementet Cher i regionen Centre-Val de Loire i de centrala delarna av Frankrike. Kommunen ligger  i kantonen Sancergues som tillhör arrondissementet Bourges. År 2022 hade Chaumoux-Marcilly 84 invånare.

## Befolkningsutveckling
Antalet invånare i kommunen Chaumoux-Marcilly
Referens:INSEE